# Garckea phascoides
Garckea phascoides là một loài rêu trong họ Ditrichaceae. Loài này được Hook. Müll. Hal. mô tả khoa học đầu tiên năm 1845.